# Yohanan Meroz
Yochanan Meroz (hebräisch יוֹחָנָן מֵרוֹז Jōchanan; * 11. April 1920 in Berlin als Hans Renatus Marcuse; † 25. April 2006 in Jerusalem) war ein deutschstämmiger Diplomat des Staates Israel und Botschafter in der Bundesrepublik Deutschland.

## Leben
Hans Renatus Marcuse war ein Sohn des Mediziners Max Marcuse. Er besuchte in Berlin das Friedrichswerdersche Gymnasium. Nach der Machtergreifung 1933 emigrierten Marcuse und seine Mutter, die von seinem Vater getrennt lebte, nach Palästina. Seitdem nannte er sich Meroz.
Von 1938 bis 1940 studierte Yochanan Meroz an der Hebräischen Universität in Jerusalem die Fachgebiete Geschichte und Hebraistik. Nach seinem Studium arbeitete er in der britischen Mandatsverwaltung. 1950 trat Yochanan Meroz in den Auswärtigen Dienst des Staates Israel ein, dessen Gründung am 14. Mai 1948 erfolgt war. Meroz setzte sich für die Aufnahme diplomatischer Beziehungen zur Bundesrepublik Deutschland ein. Sie begannen durch einen Notenaustausch zwischen Bundeskanzler Ludwig Erhard und Premierminister Levi Eschkol am 12. Mai 1965.
Meroz war von 1951 bis 1954 der 1. Sekretär an der israelischen Gesandtschaft in Ankara, von 1954 bis 1959 der 1. Sekretär und dann Botschaftsrat in Washington. 1959/1960 war Meroz stellvertretender Leiter der Israel-Mission in Köln. 1960 bis 1963 leitete er das Ministerbüro von Golda Meʾir. Von 1963 bis nach dem Sechstagekrieg 1968 war er Gesandter in Paris und anschließend bis 1974 stellvertretender Staatssekretär in der israelischen Regierung, zuständig für Europa. Von 1974 bis 1985 vertrat er sein Land als Botschafter, zunächst bis 1981 in Bonn. Dann wurde er von 1981 bis 1983 mit "besonderen Aufgaben" betraut und war schließlich von 1983 bis 1985 in Bern tätig. 1988 hielt er in Frankfurt am Main die Laudatio auf Siegfried Lenz zur Verleihung des Friedenspreises des Deutschen Buchhandels, 1995 in Detmold auf Richard von Weizsäcker zur Verleihung der Buber-Rosenzweig-Medaille im Rahmen der Woche der Brüderlichkeit.

## Schriften (Auswahl)
- In schwieriger Mission. Als Botschafter Israels in Bonn. Mit einem Geleitwort von Helmut Schmidt. Ullstein, Berlin 1986. https://www.hagalil.com/2023/01/in-schwieriger-mission-als-botschafter-in-bonn/
- Siegfried Lenz. Laudatio. In: Börsenverein des Deutschen Buchhandels e.V. (Hrsg.): Friedenspreis des Deutschen Buchhandels 1988. Siegfried Lenz. Buchhändler-Vereinigung, Frankfurt am Main 1988, S. 17–31. ISBN 3-7657-1491-7
- Bilder aus einem hektischen Jahrzehnt. 1986-1996. Verlag der Jüdischen Rundschau Maccabi, Basel 1997.